# 漢特-曼西斯克區

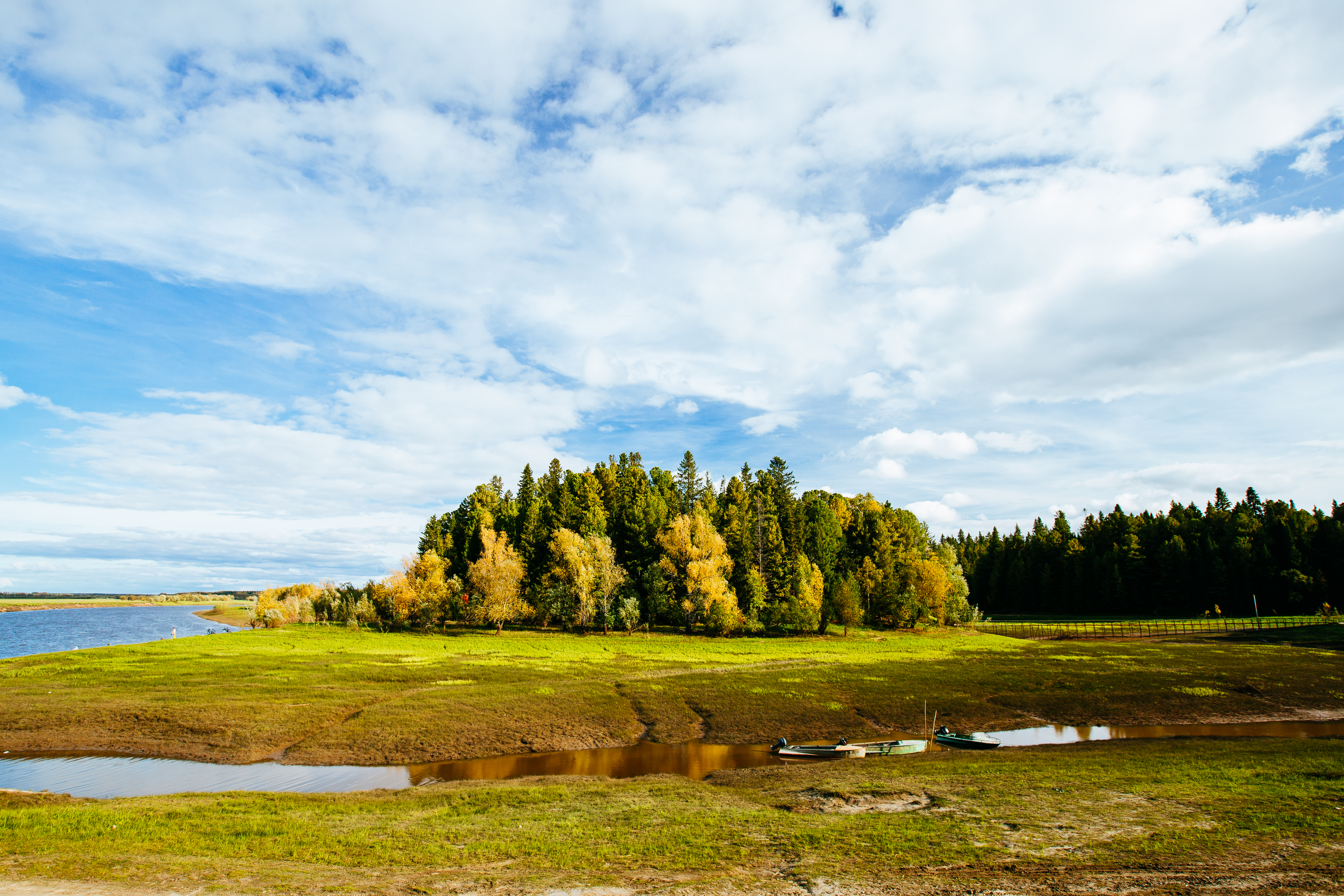

61°00′N 69°00′E / 61.000°N 69.000°E
漢特-曼西斯克區（俄语：Ханты-Мансийский район），是俄羅斯的一個區，位於該國中部，由漢特-曼西自治區負責管轄，面積46,400平方公里，2010年人口19,362，人口密度每平方公里0.42人。